# Alex Fraser Bridge
L'Alex Fraser Bridge (noto anche come il Annacis Bridge) è un ponte strallato situato in Canada. 

## Descrizione
Il ponte attraversa il fiume Fraser, collegando Richmond e New Westminster con Nord Delta nella Greater Vancouver, Columbia britannica.
Dimensionalmente la struttura è lunga 2 525 m, con una luce a terra massima di 465 m, e i due puloni sono alti 153,8 m.
Prende il nome dal ex ministro dei trasporti della Columbia britannica Alex Fraser. Quando fu aperto il 22 settembre 1986, era il ponte strallato più lungo al mondo; era anche il più lungo del Nord America fino all'apertura del Arthur Ravenel Jr. Bridge nel 2005.